# Францішек Віктор Кокеш
Францішек Віктор Кокеш (*15 грудня 1892, Краків — 1970, Ґдиня) — польський архітектор, який зробив значний внесок у формування архітектурного обличчя Луцька в період між Першою та Другою світовими війнами.

## Біографія
Народився 15 грудня 1892 року в Кракові. Після завершення середньої освіти в 1911 році вступив на архітектурний факультет Краківської політехніки. Через два роки склав державний іспит, але не отримав диплома.
З початком Першої світової війни був мобілізований до війська, звільнений у 1916 році. Після цього проходив практику в Товаристві будови та реконструкції в Кракові, Комітеті відбудови в Богородчанах, а також в архітектурному бюро відомих львівських архітекторів Євгена Червінського та Альфреда Захаревича.
У 1922 році отримав диплом архітектора у Львівській політехніці.

## Діяльність у Луцьку
У 1923—1924 роках переїхав до Луцька, де обійняв посаду начальника будівельного відділу Дирекції громадських робіт. Після конфлікту з Волинським воєводою в 1927 році залишив державну службу та зайнявся приватною практикою.
Кокеш був активним членом Волинського товариства техніків, деякий час редагував видання цього товариства «Wołyńskie Wiadomości Techniczne». Брав участь у різних архітектурних конкурсах, зокрема:
- 1928 року отримав першу нагороду в конкурсі проєктів народного дому в Горохові.
- Посів друге місце у конкурсі на проєкт костелу в Яновій Долині.
- Брав участь у конкурсі на проєкт Воєводської адміністрації І Сілезького сейму в Катовіце.

Викладав на мулярських курсах у Школі будівельних ремесел у Луцьку.

## Архітектурна спадщина
У Державному архіві Волинської області зберігається понад 60 проєктів Кокеша для різних луцьких власників. Серед його збережених робіт у Луцьку:
- Будівля Головного управління Національної поліції у Волинській області.
- Музична школа № 1 імені Фридерика Шопена.
- Перебудований кінотеатр, нині Палац культури на Театральному майдані.
- Численні житлові та комерційні будинки на різних вулицях міста.

## Подальше життя
У 1940 році Кокеш з родиною ще проживав у Луцьку. Під час Другої світової війни переїхав до міста Ґдиня на півночі Польщі, де прожив решту життя. Помер у 1970 році.